# Lanterman Range
Die Lanterman Range ist ein Gebirgszug von etwa 56 km Länge und 19 km Breite, der den südwestlichen Teil der Bowers Mountains im nördlichen Viktorialand einnimmt. Er ist umgeben vom Rennick-, Sledgers-, Black- und Canham-Gletscher. 
Das Gebiet wurde durch Vermessungsarbeiten des United States Geological Survey und mithilfe von Luftaufnahmen der United States Navy von 1960 bis 1962 kartografisch erfasst. Das Advisory Committee on Antarctic Names benannte das Gebirge 1964 nach Commander William Lanterman von der US Navy, Luftfahrtoffizier bei der Operation Deep Freeze zwischen 1959 und 1962.